# Как приручить дракона 3
«Как приручи́ть драко́на 3», также «Как приручи́ть драко́на 3: Скры́тый мир» (англ. How to Train Your Dragon: The Hidden World) — полнометражный анимационный фильм производства студии DreamWorks Animation. Сиквел «Как приручить дракона 2» и заключительная часть трилогии. Премьера в России состоялась 21 февраля 2019 года. Мультфильм режиссёра Дина Деблуа снят по мотивам одноимённой серии книг британской детской писательницы Крессиды Коуэлл.

## Сюжет
Иккинг, став вождём Олуха и восстановив остров после разрушений, понесённых им после атаки Драго Блудвиста, спустя год наконец достиг своей мечты — идеального мира для драконов и людей. Он со своими друзьями-наездниками совершает налёты на корабли военачальников, которые взяли командование армией Драго Блудвиста, освобождая драконов из клеток и поселяя их на Олухе. Но со временем это приводит к перенаселению острова драконами, а сам остров становится всё более известным для людей извне, включая охотников. Иккинг вспоминает, что в детстве отец рассказывал ему легенды мореходов о водопаде, где находится вход в скрытый мир драконов, и решает попытаться найти его с целью переселить драконов в безопасное от охотников место.
Военачальники после очередного налёта Иккинга возвращаются на свой остров с единственным драконом — самкой дракона, представительницей вида, который являлся родственным по отношению к Ночным Фуриям. Она известна как Дневная Фурия. Её наездники не спасли, поскольку она испугалась их и замаскировалась. Вскоре на базу военачальников прилетает Гриммель Ужасающий, хитрый и коварный охотник, истребивший почти всех Ночных Фурий. Военачальники рассказывают Гриммелю о наездниках и обещают вознаграждение в обмен за помощь в захвате драконов Олуха. Тот поначалу не заинтересован в ловле драконов, но узнав, что дракон Иккинга Беззубик — последняя известная Ночная Фурия, принимает предложение. Военачальники решают использовать Дневную Фурию как приманку для Беззубика и с его помощью привести к ним остальных драконов, для которых он является вожаком.
Беззубик обнаруживает на Олухе спящую Дневную Фурию, за ним следят Иккинг и Астрид. Заметив людей, Дневная Фурия пугается и стреляет в них огнём, а затем пролетает сквозь собственный залп, от чего становится невидимой, и улетает. На следующий день Иккинг с Беззубиком ищут её, но обнаруживают в лесу драконью ловушку и дротик с ядом. Эрет, взглянув на дротик, узнаёт манеру охоты Гриммеля и предупреждает Иккинга, что это умнейший охотник на драконов, которого он когда-либо встречал и, что он любит «играть» со своей жертвой, однако Иккинг тоже заявляет о своей готовности поиграть. Ночью Иккинг приходит домой, пытаясь найти карты отца с указанием возможного местоположения скрытого мира, и застаёт там Гриммеля. Тот требует отдать Беззубика ему, угрожая в противном случае уничтожить всё, что дорого Иккингу, но его окружают наездники. После этого Гриммель скрывается, в то время как его Смертохваты сжигают деревню.
В свете новой угрозы все викинги Олуха решают покинуть дом и отправиться на запад, чтобы найти скрытый мир и поселиться в новом месте вдали от Гриммеля и военачальников. После долгого перелёта они находят подходящий остров, где решают основать новую деревню. Беззубик, прогуливаясь по острову, снова встречает Дневную Фурию и начинает заигрывать с ней, но из-за отсутствия половины хвоста он не может летать самостоятельно. Наблюдавший за ним Иккинг решает смастерить Беззубику новый автоматический хвостовой протез из драконьей чешуи, который не сгорает от драконьего огня, который он уже делал ранее, однако тогда Беззубик отказался летать без Иккинга. После этого Беззубик улетает и находит Дневную Фурию. Она учит его становиться невидимым, разогревая чешую от собственных плазменных залпов и молний. Драконы влюбляются друг в друга.
Тем временем Валка отправляется на разведку и обнаруживает следующий за викингами Олуха флот военачальников, вместе с армадой Гриммеля; ей едва удаётся уйти от погони. Иккинг с друзьями решают напасть на старый форт Военачальников, возле которого остановился флот Военачальников и армада Гриммеля и взять последнего в плен, но терпят неудачу и сами едва спасаются, но в плен к Гриммелю попадает Забияка. После этого Астрид и Иккинг решают найти Беззубика и верхом на Громгильде отправляются за ними. Она по запаху находит в море водопад и через него пролетает в гигантскую подземную светящуюся пещеру. Здесь они обнаруживают скрытый мир, в котором живут все драконы во главе с Беззубиком и Дневной Фурией. Вскоре Иккинга с Астрид замечают дикие драконы и нападают, вынуждая Беззубика с Громгильдой спасать своих всадников, после чего они летят обратно на остров викингов. Вслед за ними прилетает и Дневная Фурия.
Неожиданно на драконе-детёныше прилетает Забияка, которую Гриммель решил отпустить, чтобы проследить за ней до Нового Острова. Он обезвреживает Дневную Фурию и Беззубика, после чего связывает и подвешивает их к своему дирижаблю. Угрожая убить Дневную Фурию из своей баллисты, он заставляет Беззубика использовать свой статус вожака, отозвать драконов от нападения и призвать их следовать за ним к подошедшими кораблям военачальников и армаде Гриммеля.
Иккинг с друзьями решаются спасти драконов и, спрыгнув со скалы острова в вингсьютах, нападают на корабли. В полёте Иккинг сбивает с ног Гриммеля, тем самым спасая Беззубика и дав части драконов возможность освободиться. Начинается битва драконов и викингов Олуха против военачальников, в котором первые одерживают верх. Гриммель седлает Дневную Фурию и, подчинив её ядом Смертохватов, улетает, а Иккинг верхом на Беззубике бросается за ним в погоню. Иккинг спрыгивает с Беззубика, чтобы сбить Гриммеля с Дневной Фурии, но тот успевает выстрелить ядовитым дротиком и попадает в Беззубика. Иккинг жертвует собой и отпускает Дневную Фурию, прося спасти потерявшего сознание и падающего Беззубика, после чего падает с уцепившимся за него Гриммелем. После спасения Беззубика, Дневная Фурия успевает подхватить Иккинга, в то время как Гриммель разбивается о воду.
Иккинг понимает, что всем драконам будет лучше жить в скрытом мире, поскольку в наземном мире среди злых людей им оставаться опасно, а в скрытом мире драконы не примут людей. Иккинг освобождает Беззубика и прощается с ним, остальные викинги также прощаются со своими драконами. Беззубик призывает их лететь, при этом сам улетает последним. Викинги смотрят им вслед и решают остаться жить на новом месте, чтобы оберегать тайну скрытого мира драконов от людей извне. Через некоторое время поселенцы отстраивают новую деревню, а Иккинг женится на Астрид.
Спустя годы у Иккинга и Астрид появляется двое детей. Вместе они путешествуют на корабле к границе скрытого мира и видят лежащих на скалах Беззубика, Дневную Фурию и их троих дракончиков. Беззубик встречает их сначала настороженно, но после узнаёт и горячо приветствует Иккинга. После этого Иккинг и Астрид с детьми летают верхом на Беззубике и Громгильде вместе с Дневной Фурией и тремя дракончиками. В заключение Иккинг говорит, что хоть драконы и стали жить скрытно от людей, иногда они проявляют себя и ждут того момента, когда человечество будет готово к мирной жизни в союзе с ними.

## Персонажи

### Люди
- Джей Барушель — Иккинг — викинг, примиривший своё племя с драконами, а после смерти отца ставший его вождём. Имеет дракона вида Ночная Фурия — Беззубика. Является командиром наездников и школы драконов. Пытается создать работоспособную команду, пресекая споры и соревнования. Считает, что в команде все важны одинаково, и у каждого есть своя роль. Ищет своё призвание в общении с драконами и их изучении. Умелый изобретатель и кузнец.
- Америка Феррера — Астрид — род «Хофферсон» — обобщает в себе образ истинного викинга. Бесстрашная, сильная. Знает все традиции своего племени, прекрасно бросает топоры. Знает Иккинга как никто другой, является его невестой, а позже — женой. Имеет дракона вида Злобный Змеевик — Громгильду.
- Крейг Фергюсон — Плевака — кузнец острова Олух, бывший драконоборец, который после примирения работает драконьим врачом. Добрый, отзывчивый, упрямый. Близкий друг семьи вождя. Имеет дракона вида Лаворыг — Ворчуна.
- Кейт Бланшетт — Валка — Мать Иккинга. 20 лет своей жизни помогала драконам, живя в обители Короля Драконов. Знает все секреты своих подопечных и имеет своего верного дракона Грозокрыла вида Шторморез.
- Джона Хилл — Сморкала — друг (в некотором смысле) Иккинга, член академии драконов. Силён и очень хулиганист. Имеет своего дракона вида Ужасное Чудовище — Кривоклыка с таким же характером, как и у него. Влюблён в мать Иккинга.
- Кристофер Минц-Пласс — Рыбьеног — друг Иккинга, член академии Драконов. Самый начитанный из всех, имеет своего дракона — Громмеля Сардельку. Больше всего любит изучать драконов и открывать новые виды. Очень беспокоится за детёныша Сардельки и всегда берёт его с собой, даже на задания.
- Джастин Раппл — Задирака — брат-близнец Забияки, управляет левой головой дракона вида Кошмарный Пристеголов — Вепрем. Глуповат, но изредка проскакивают умные идеи. Из-за одержимости идеей носить бороду завязал свои длинные волосы под подбородком и притворяется, что это борода.
- Кристен Уиг — Забияка — сестра-близнец Задираки, управляет правой головой дракона вида Кошмарный Пристеголов — Барсом. Глупа, но немного умнее своего брата, изредка проскакивают умные идеи. Концы своих кос она заплела в виде драконьих голов.
- Ф. Мюррей Абрахам — Гриммель — главный антагонист фильма. Охотник на драконов, истребивший почти всех Ночных Фурий. Имеет в своём подчинении драконов вида Смертохваты, которых поработил при помощи их же яда.
- Джерард Батлер — Стоик Обширный — отец Иккинга и предыдущий вождь племени острова Олух, погибший в предыдущем фильме. Появляется во флэшбэках.

### Драконы
- Беззубик — Ночная Фурия, дракон и лучший друг Иккинга, один из ключевых персонажей.
- Громгильда — Злобный Змеевик, дракон Астрид, подруги, а впоследствии — жены Иккинга.
- Ворчун — Лаворыг, дракон Плеваки.
- Грозокрыл — Шторморез, дракон Валки, матери Иккинга.
- Кривоклык — Ужасное Чудовище, дракон Сморкалы, первый приручённый викингом дракон «не для себя».
- Сарделька — Громмель, дракон Рыбьенога.
- Барс и Вепрь — головы Кошмарного Пристеголова, принадлежащего Задираке и Забияке.
- Дневная Фурия — возлюбленная Беззубика, неприрученный дракон.

## Производство
В декабре 2010 года исполнительный директор DreamWorks Джеффри Катценберг подтвердил, что будет третий фильм: «„Как приручить дракона“ — это как минимум трилогия, может быть, больше, но мы знаем, что есть минимум три главы этой истории». Дин Деблуа, сценарист и режиссёр второго и третьего фильмов, сказал, что «Как приручить дракона 2» создавался как второй акт трилогии: «Есть определённые персонажи и ситуации, которые вступают в игру во втором фильме и которые станут гораздо более значимыми в третьем». Деблуа сказал в интервью, что третья часть будет выпущена в 2016 году. Хотя трилогия пошла по другому пути, рассказывая историю Иккинга и викингов, Крессида Коуэлл сказала, что трилогия и книжная серия будут иметь схожее окончание «с объяснением, почему драконов больше нет». Дата выхода несколько раз откладывалась. В сентябре 2012 года 20th Century Fox и DreamWorks Animation объявили датой выхода 18 июня 2016 года, которая была позже изменена на 17 июня 2016 года. В сентябре 2014 года дата выхода фильма была вновь перенесена на 9 июня 2017 года. Деблуа объяснил сдвиг даты релиза такими словами: «Я думаю, было немного амбициозно назвать 2016 год. Как это обычно бывает, они как бы бросают дротики в будущее и куда бы они ни попали, они называют это датой выпуска до момента, пока мы не начнём говорить об этом в практическом плане, и тогда это становится похоже на „хорошо, но этого недостаточно“. Так что мы знаем, что это займёт три года, и что момент от описания и написания сценария до финала и его освещение — это всего лишь процесс создания моделей, проведения тестов и анимации, раскадровки, которые занимают всего лишь около трёх лет». В январе 2015 года дата выхода была перенесена на 29 июня 2018 года после корпоративной реструктуризации, массовых увольнений и максимизации «творческих талантов и ресурсов компании, снижения издержек и повышения прибыльности». 18 июня 2016 года дата выхода была перенесена на 18 мая 2018 года, взяв дату выпуска Warner Animation Group «Лего. Фильм 2» 5 декабря 2016 года дата выхода была отодвинута на 1 марта 2019 года. Это будет также первый фильм DreamWorks Animation, который будет распространён Universal Pictures, чья материнская компания NBCUniversal приобрела DreamWorks Animation в 2016 году с момента окончания их распространения связаны с 20th Century Fox.
Фильм продюсируется Бонни Арнольд, а исполнительными продюсерами стали Дин Деблуа и Крис Сандерс.

## Саундтрек
Композитором фильма является Джон Пауэлл, который написал музыку для предыдущих двух картин, вместе с соавторами Пауэллой Бату Сенер, Энтони Уиллисом и Полом Моунси создал саундтрек для третьей части. Кроме тех композиций, что были в предыдущих фильмах, Джон Пауэлл написал новую песню под названием «Together From Afar», которая была выпущена в качестве сингла 31 января 2019 года.
| №                   | Название                                              | Длительность |
| ------------------- | ----------------------------------------------------- | ------------ |
| 1.                  | «Raiders Return to Busy, Busy Berk»                   | 5:26         |
| 2.                  | «Dinner Talk / Grimmel's Introduction»                | 3:53         |
| 3.                  | «Legend Has It / Cliffside Playtime»                  | 4:21         |
| 4.                  | «Toothless: Smitten»                                  | 3:15         |
| 5.                  | «Worst Pep Talk Ever»                                 | 2:40         |
| 6.                  | «Night Fury Killer»                                   | 3:35         |
| 7.                  | «Exodus!»                                             | 4:38         |
| 8.                  | «Third Date»                                          | 6:48         |
| 9.                  | «New 'New Tail'»                                      | 1:28         |
| 10.                 | «Furies in Love»                                      | 3.03         |
| 11.                 | «Killer Dragons»                                      | 5:04         |
| 12.                 | «With Love Comes a Great Waterfall»                   | 2:08         |
| 13.                 | «The Hidden World» (feat. Jónsi)                      | 5:16         |
| 14.                 | «Armada Battle»                                       | 8:40         |
| 15.                 | «As Long As He's Safe»                                | 6:29         |
| 16.                 | «Once There Were Dragons»                             | 5:45         |
| 17.                 | «Together From Afar» (Written and performed by Jónsi) | 3:17         |
| Общая длительность: | Общая длительность:                                   | 1:15:46      |

| №                   | Название                 | Длительность |
| ------------------- | ------------------------ | ------------ |
| 18.                 | «The Hidden World Suite» | 6:40         |
| Общая длительность: | Общая длительность:      | 1:22:32      |

## Критика
Мультфильм получил высокие оценки критиков. На сайте Rotten Tomatoes у него 90 % положительных рецензий на основе 252 отзывов. На Metacritic — 71 балл из 100 на основе 39 рецензий.

## Комментарии
1. ↑  События фильма «Как приручить дракона 2» (2014).
2. ↑  События короткометражного фильма «Драконы: Подарок Ночной Фурии» (2011).